# Filtro prensa

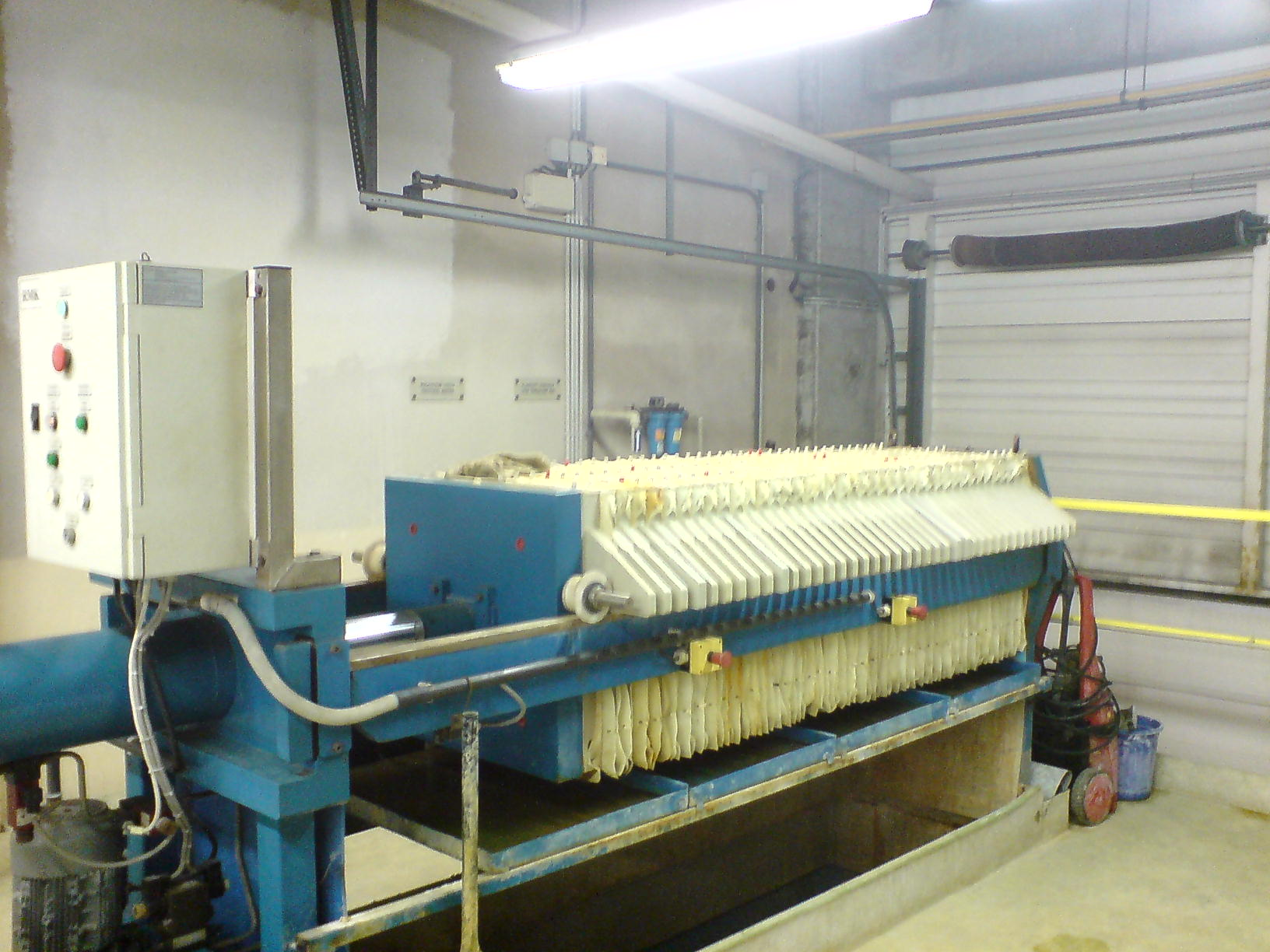

El filtro prensa es un sistema de filtración por presión. Es uno de los tipos de filtros más importantes usados en el TESVG; consisten en una serie de placas y marcos alternados con una tela filtrante a cada lado de las placas. Las placas tienen incisiones con forma de canales para drenar el filtrado en cada placa. Con capacidad de 0.5 a 300 pies cúbicos. Podemos encontrarlas en acero al carbón resistencia química o bien de acero inoxidable. (4)

## Descripción
Los filtros prensa de placas y marcos están concebidos para suspensiones cargadas que forman una torta, están formados por una serie de platos verticales yuxtapuestos alternativamente con armazones huecos en los cuales se acumula la torta. El soporte de filtración está formado por telas que sujetan los platos acanalados. El filtrado fluye tras cruzar el tejido filtrante por las conducciones adecuadas.
Las lonas que cubren las placas son el corazón del filtro prensa. En los inicios, se utilizaba algodón con diferentes tipos de hilado para retener los sólidos en suspensión a tratar, pero en la actualidad, existen multitud de materiales en tejidos técnicos.
Destacan principalmente tres compuestos en tejidos técnicos para la retención de partículas: el polipropileno (PP), el poliéster (PE) y la poliamida (PA), cuyo uso se determina por diversos factores, tales como temperatura y presión de trabajo. Con estos materiales se fabrican diferentes tipos de hilos: monofilamentos, donde una única fibra compone el material y los multifilamentos, donde diversas fibras entrelazadas componen el filamento.
Una vez tejido el material con el hilo y tipo de lazada necesario se termofija y se calandra. Las fibras sintéticas al salir de la hilera se someten a un proceso de estirado en el que se produce la orientación de las moléculas en el sentido del eje de la fibra, produciéndose una cristalización que se fija al enfriarse. Con esto se crean unas tensiones internas. Mediante el termofijado, aportación de calor, se libera a las materias textiles de dichas tensiones llevándolas a un estado de equilibrio que las protegerá de toda deformación posterior. El termofijado es estable siempre y cuando no existan condiciones de temperatura superiores que lo modifiquen posteriormente.
El calandrado es un proceso de conformado que consiste en hacer pasar el material a presión entre rodillos de metal generalmente calientes que giran en sentidos opuestos. Con esta presión y aplastamiento, cerramos los poros del tejido y podemos controlar parte de su porosidad para que retengan las partículas deseadas.
Los platos y los armazones reposan sobre tirantes de acero horizontales y robustos que se ajustan unos contra otros entre dos soportes, uno de los cuales es fijo y el otro móvil. El cierre del filtro es manual en los modelos pequeños: hidráulico y más o menos automatizado en los aparatos más importantes.
Cuando los bastidores están completamente llenos de torta el caudal de filtración es prácticamente nulo y finaliza la filtración. (1)

## Ciclos de filtración
Los filtros de prensa son sistemas de deshidratación intermitente. Cada operación de prensado supone los siguientes pasos:
1. Cierre de la prensa: Cuando el filtro está totalmente vacío, la cabeza movible que es activado por el sistema hidráulico-neumático cierra las placas. La presión de cierre es autorregulada mediante la filtración.
2. Rellenado: Durante esta fase corta, la cámara se llena con lodos para su filtración. El tiempo de relleno depende del flujo de la bomba de alimentación. Para lodo con gran capacidad de filtración es mejor rellenar el filtro rápidamente para evitar la formación de una pasta en la cámara primaria antes de que se haya rellenado del todo.
3. Filtración: Una vez rellenada la cámara, la llegada de manera continua de lodo a tratar para ser desaguado provoca un aumento de la presión debido a la formación de una capa espesa de lodo en las membranas. Esta fase de filtración puede reducirse de manera manual, mediante un temporizador o un indicador del flujo que activa una alarma de parada cuando se alcanza el final de la capacidad de filtración. Cuando se ha parado la bomba de filtración, los circuitos de filtración y ductos centrales, que están todavía rellenos de lodo se les aplica aire comprimido para su purgado.
4. Apertura del filtro: La cabeza movible se retira para desarmar la primera cámara de filtración. La pasta cae por su propio peso. Un sistema mecanizado tira de las placas una por unas. La velocidad en la separación de las placas puede ajustarse teniendo en cuenta la textura de la pasta.
5. Limpieza: La limpieza de las membranas puede llevarse a cabo entre 15-30 operaciones del proceso. Para unidades largas o medias esto tienen lugar en prensados usando spray de agua a altas presiones (80-100 bar). La limpieza está sincronizada con la separación de las placas. (3)

## Usos y aplicaciones
Los filtro prensa tienen una amplia aplicación en la separación sólido-líquido. Se utilizan mucho para el filtrado y clarificación de numerosos líquidos, también tienen utilidad en las industrias químicas o en las de los textiles artificiales, industria azucarera, cervecería, vinificación, industrias aceiteras, industria cerámica o en ciertas industrias extractivas. Actualmente los filtros prensa tienen un uso preferencial en muchas industrias por los altos rendimientos obtenidos, factor determinante en la industria pesada y minera, donde se exigen respuestas muy efectivas con equipos de nivel técnico especial. (2)

## Ejemplos de uso en la industria alimentaria

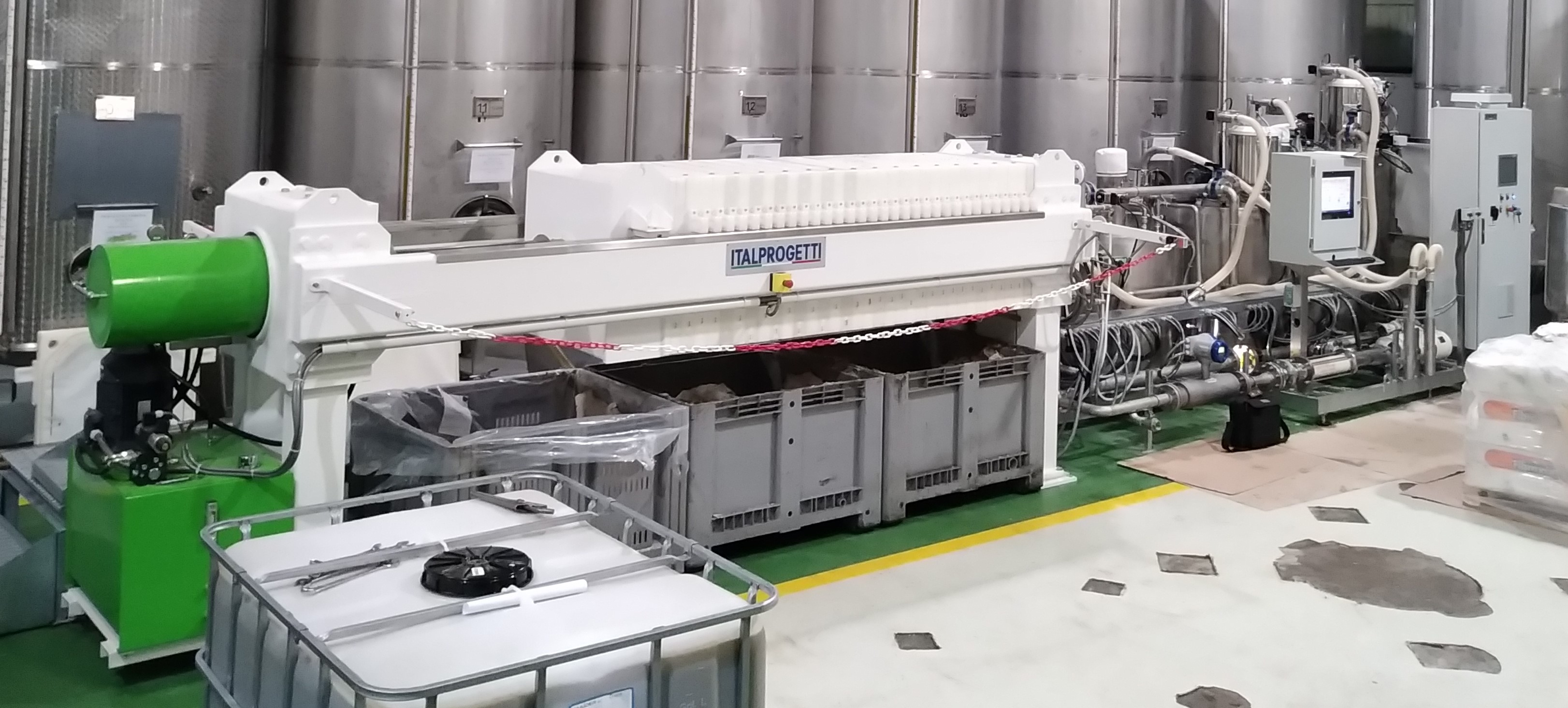

### En la industria azucarera
En la industria de elaboración de azúcar de caña se usan diversas clases de filtros, los que se usan son distintas naturalezas y formas y de resultados más o menos satisfactorios; de los más simples están los de arena entre otros pero de los más complicados son los filtros prensa, que son muy variables en su construcción y que tienen disposiciones especiales con mecanismos a propósito para hacer un calentamiento y facilitar el filtrado. Por lo general todos estos dan excelentes resultados, permitiendo que se haga un filtrado abundante, bueno y rápido, además, se logra obtener el filtrado de aquellas materias que como las cachazas y residuos en general, son muy ricos en impurezas y que no sería posible obtener su filtrado convenientemente en los filtros comunes. El jugo, después de haber atravesado el filtro prensa, pasa directamente a las evaporadoras. Con el fin de obtener el mejor resultado, y sobre todo cuando se trata de filtrar las chalazas ó impurezas gruesas es práctica recomendable producir en ellas un calentamiento, pero teniendo cuidado de que conserve una ligera reacción alcalina marcada pues de lo contrario, habría perdida de azúcar y el filtrado no se haría bien, por la consistencia pastosa que adquiriría el producto. Si por cualesquiera circunstancias no es suficiente la reacción alcalina, antes de producir el calentamiento debe agregársele una lechada de cal. Si los sedimentos o espumas tienen tal consistencia que no permitan hacer con ellos un buen filtrado es recomendable agregar un poco de agua caliente y después filtrar. En el filtrado, cualquiera que sea la clase de filtro que se use debe tenerse el cuidado que se haga lo más bien que sea posible pues mientras más completa sea la operación el jugo quedará y la concentración y la cristalización podrán hacerse en mejores condiciones y no habrá tantas dificultades que vencer para obtener buenos productos.(5)

### En la industria vinícola
En la actualidad se emplean prensas neumáticas herméticamente cerradas en las que la delicadeza del prensado permite una menor extracción de sustancias indeseadas y el máximo respeto por las cualidades intrínsecas de la uva. Es más habitual en los vinos tintos. Obteniendo así un 60% o 70% de mosto de gota (mejor calidad), un 20% de 2° calidad y un 10% de mosto de prensa. Para la construcción de estas prensas se utiliza acero inoxidable y se da una forma cerrada para evitar oxidaciones, provistas en su interior de una vejiga de neopreno, la cual se expande debido a la inyección de aire mediante un compresor, lo cual permite un prensado suave sobre todo en la 1° etapa, con una baja producción de borras indeseables. (4)

### En la industria cervecera
(Obtención del mosto)
En la olla de crudos se vierte la totalidad del grits, más un 15% de malta con relación al grist, acondicionando un volumen de agua adecuado hasta obtener una masa uniforme por medio de agitación constante. Esta masa se hace hervir por espacio de unos minutos con el fin de encrudecer el almidón para facilitar el ataque de las enzimas. Al mismo tiempo que se hierve la masa de crudos, el resto de harinas de malta está en la olla de mezclas, a una temperatura de 50 a 55 °C, con una cantidad también adecuada de agua, solubilizando sus componentes valiosos (maceración). Al final se obtiene de la olla de crudos, una masa hervida y apta para ser atacada por las enzimas y en la olla de mezclas una masa de malta cuyas enzimas están listas para actuar sobre el material crudo. Los crudos a una temperatura de 98 °C son bombeados a la olla de mezclas, con agitación constante, obteniéndose una temperatura de 70 a 72 °C. Luego la solución completa se somete a una temperatura de unos 76 °C, temperatura a la cual, la acción enzimática es sumamente rápida y transforma la totalidad de los almidones en azúcares. Esta solución obtenida tiene muchas partículas en suspensión lo cual nos obliga a filtrarla. De la olla de mezcla pasa la masa a la olla de filtración, de la cual se obtiene, un líquido claro y azucarado llamado mosto; esta operación se conoce como primera filtración. Los materiales sólidos que quedan después de esta filtración, quedan libres de mosto, pero se encuentran saturados de sustancias solubles aún valiosas; por este motivo se vierte sobre la olla de filtración agua a una temperatura de unos 75 °C, comenzando la segunda filtración. Este mosto segundo, se reúne con el mosto de la primera filtración; de esta forma se obtiene en la olla de cocción el mosto total. En esta olla, durante un período largo de ebullición, se logra la destrucción de microorganismos. Durante este proceso de cocción, se agrega el lúpulo con el propósito de suministrar las sustancias amargas y aromáticas que dan el sabor característico a la cerveza; a más de esto, el proceso busca la inactivación de enzimas para evitar degradaciones y la coagulación de ciertas sustancias nitrogenadas que pueden causar turbidez si no se toman en cuenta. (4)

## Ventajas
- Gran superficie de filtración con poco espacio ocupado gracias a la disposición en paralelo de los elementos y elevadas cadencias de filtración.
- Filtros que toleran presiones elevadas (hasta 25 bares). Es cierto que esta ventaja es teórica en el caso de las industrias agro-alimentarias ya que forzosamente se aplican presiones moderadas de filtración con el fin de reducir la resistencia específica de la torta.
- Lavado excelente de las tortas. Los filtros prensa son los que permiten los mejores lavados, y por lo tanto los mejores rendimientos (en el sentido estricto del término, es decir, relación entre la cantidad de extracto recuperado a la salida y la cantidad de producto a la entrada) ello explica la presencia de filtros- prensa en todas las industrias en las que el agotamientos de las tortas es imprescindible: cervecerías, sidrerías, destilerías, azucareras y aceiteras. Además se obtienen unas tortas de baja humedad residual lo que facilita su posterior utilización (destinadas a la alimentación del ganado)
- Calidad de la filtración. Los filtrados más limpios se obtienen con los filtros prensa.
- Versatilidad de uso. Toleran importantes variaciones de la calidad del líquido a tratar.
- Bajo coste de inversión comparado con los demás sistemas de filtración.

## Desventajas
- Funcionamiento discontinuo: el trabajo discontinuo es inconveniente por sí mismo, pero en el caso de la filtración conlleva variaciones progresivas de los caudales en forma de “diente de sierra” En las grandes instalaciones, es posible paliar dicho funcionamiento en diente de sierra haciendo trabajar algunos filtros en paralelo. En industrias menores, pueden emplearse recipientes pulmón.
- Elección entre un elevado coste de mano de obra o complicados automatismos que limita algunas de las ventajas mencionadas anteriormente: bajo coste de inversión, robustez y simplicidad. En cualquier caso es necesaria la presencia de un supervisor aunque sólo sea para controlar el deslodado.
- Dificultad del llenado de los armazones en caso de mala filtrabilidad.(1)

## Desarrollo actual
En el futuro, las demandas del mercado para la industria de filtración moderna se volverán cada vez más finas en el grado de separación, y particularmente en el propósito del reciclaje de materiales, el ahorro de energía y la tecnología ecológica. Con el fin de satisfacer las crecientes demandas de un mayor grado de deshidratación del material difícil de filtrar, se requieren filtros de presión superalta. Por lo tanto, la tendencia a aumentar la presión para el filtro prensa automática seguirá desarrollándose en el futuro.
Los mecanismos convencionales de filtros prensa suelen utilizar compresión mecánica y aire para desagüe; sin embargo, la eficiencia de producir la pasta de baja humedad es limitada. Se ha introducido un método alternativo utilizando vapor en lugar de aire para deshidratar la pasta. La técnica de deshidratación al vapor puede ser un método competitivo ya que ofrece productos de pasta de bajo contenido de humedad.

### El filtro prensa caliente
El filtro prensa caliente combina los pasos estándar del proceso de un filtro prensa de membrana, (filtración, lavado de pasta y compresión), con la función adicional de un secado de pasta de filtro térmico (TCD). Como resultado, todos los pasos del proceso se llevan a cabo en una planta, el filtro prensa caliente. La deshidratación y el secado de la pasta resultante se realizan así sin un proceso de secado posterior. En la versión básica, el diseño técnico corresponde a un filtro prensa convencional con un paquete de placas de membrana. La filtración, el lavado y el prensado se realizan como de costumbre. En contraste con el método convencional, el sistema consiste en placas de filtro de membrana y placas de intercambiador de calor, que se instalan alternativamente en un filtro prensa. Para el secado térmico, se aplica vapor caliente y / o aceite al espacio de trabajo detrás de la membrana y la pasta se seca térmicamente en consecuencia. La ventaja de este proceso es que se logra un alto contenido de materia seca (contenido de MS) de más del 90%.